# Lijst van afleveringen van Andere Tijden Sport
Dit is een lijst van afleveringen van het Nederlandse televisieprogramma Andere Tijden Sport.
| Uitzenddatum          | Titel                                                                                      | Onderwerp |
| --------------------- | ------------------------------------------------------------------------------------------ | --- |
| Zomerserie 2008       |                                                                                            | |
| 11 mei 2008           | EK 1988: De zegetocht                                                                      | 26 juni 1988, de dag van de aankomst op het vliegveld van Eindhoven, de busreis naar Amsterdam met als apotheose de boottocht door de grachten en de huldiging op het Museumplein van het Nederlands voetbalelftal na het winnen van het EK voetbal van 1988 in Duitsland zorgt in Nederland voor het grootste spontane volksfeest na de bevrijding |
| 18 mei 2008           | EK 1976: De afgang                                                                         | Het teleurstellende EK voetbal van 1976 voor het Nederlands voetbalelftal, de vicewereldkampioen van het WK voetbal van 1974 |
| 25 mei 2008           | EK 1996: Het conflict                                                                      | Het EK voetbal van 1996 en het conflict tussen de blanke en zwarte spelers |
| 1 juni 2008           | EK 1988: De bom vooraf                                                                     | De bom tijdens de wedstrijd Nederland – Cyprus op 28 oktober 1987, waardoor het Nederlands voetbalelftal bijna niet mee mocht doen aan het EK voetbal van 1988 |
| 6 juli 2008           | OS 1992: 800 gouden meters                                                                 | De gouden medaille van Ellen van Langen op de Olympische Spelen van 1992 in Barcelona minutieus gereconstrueerd |
| 13 juli 2008          | OS 1964: Racen in de regen                                                                 | De gouden medaille voor de ploegentijdrit op de Olympische Spelen van 1964 in Tokio |
| 20 juli 2008          | Het mysterie Foekje Dillema                                                                | Foekje Dillema en de controverse rondom haar geslacht |
| 27 juli 2008          | De gouden droom van de Holland Acht                                                        | De gouden medaille voor de Holland Acht op de Olympische Spelen van 1996 in Atlanta |
| 3 augustus 2008       | OS 1928: Liever geen dames                                                                 | Op de Olympische Spelen van 1928 in Amsterdam staat atletiek voor het eerst op het programma voor vrouwen |
| Zomerserie 2009       |                                                                                            | |
| 7 juni 2009           | Het gebroken hart van Ajacied Nico Rijnders                                                | Het overlijden van Nico Rijnders op 28-jarige leeftijd aan een hartkwaal |
| 14 juni 2009          | De 24 uur van Le Mans                                                                      | Het grootste eendaagse sportevenement van Europa: de 24 uur van Le Mans |
| 21 juni 2009          | Muhammed Ali in Nederland                                                                  | Het bezoek van de Amerikaanse bokser Muhammad Ali aan Nederland in 1976 |
| 28 juni 2009          | In de schaduw van Wimbledon                                                                | De tenniscarrière van Paul Dogger, jeugdvriend en grootste concurrent van Richard Krajicek, was geplaveid met valkuilen |
| 5 juli 2009           | 1978: Valse Tourstart in Leiden                                                            | De proloog van de Ronde van Frankrijk van 1978 in Leiden |
| 12 juli 2009          | De megadeal van Ruud Gullit                                                                | De transfer van Ruud Gullit van PSV naar AC Milan in 1987 |
| 19 juli 2009          | De magie van de Mont Ventoux                                                               | Het bijzondere van de berg Mont Ventoux, vooral tijdens de Tour de France |
| 26 juli 2009          | 2002: Feyenoord en Fortuyn                                                                 | 8 mei 2002, de dag dat sport en politiek samenkomen in de finale van de UEFA Cup tussen Feyenoord en Borussia Dortmund, waarop Pierre van Hooijdonk en coach Bert van Marwijk terugblikken naar de vreemde sfeer in De Kuip en de winst, die niet gevierd kon worden, twee dagen na de moord op Pim Fortuyn                                         |
| Winterserie 2010      |                                                                                            | |
| 3 januari 2010        | De drieklapper van Yvonne                                                                  | De drie gouden medailles van schaatsster Yvonne van Gennip op de Olympische Winterspelen van 1988 in Calgary |
| 10 januari 2010       | Heel Holland hield van Krienbühl                                                           | De Zwitserse schaatser Franz Krienbühl is een cultheld in Nederland, maar ook de eerste met een aerodynamisch schaatspak |
| 31 januari 2010       | Gouden schaatsmeisjes: Stien, Carry en Ans                                                 | De eerste Nederlandse winnaressen van een gouden langebaanschaatsmedaille op de Olympische Spelen: Stien Kaiser, Carry Geijssen en Ans Schut |
| 12 februari 2010      | Gouden Gerard en de klapschaats                                                            | De schaatscarrière van sprinter Gerard van Velde, met in het bijzonder de invoering van de klapschaats en zijn gouden medaille op de Olympische Winterspelen van 2002 in Salt Lake City |
| Zomerserie 2010       |                                                                                            | |
| 3 juni 2010           | WK 1982: Botsing Schumacher – Battiston                                                    | De botsing tussen de Duitse doelman Toni Schumacher en zijn Franse tegenstander Patrick Battiston in de halve finale van het WK voetbal van 1982 geleid door de Nederlandse scheidsrechter Charles Corver |
| 6 juni 2010           | Willy Lippens en de gemiste kans in 1974                                                   | De in Duitsland geboren en getogen Nederlandse profvoetballer Willi Lippens, die slecht in de groep lag en hierom niet werd geselecteerd voor het WK voetbal van 1974 |
| 10 juni 2010          | WK 1998: De eerwraak van Oranje                                                            | Het succes van het Nederlands voetbalelftal op het WK voetbal van 1998, na het debacle van het EK voetbal van 1996, maar met dezelfde trainer en spelers |
| 4 juli 2010           | WK 1966: Hoe de hond Pickles Engeland voor een WK-blamage behoedde                         | De absurde feiten rond de gouden wereldbeker, die wordt gestolen op een tentoonstelling in Londen, kort voordat het WK voetbal van 1966 in Engeland begint, maar na een week wordt teruggevonden door de hond Pickles |
| Winterserie 2011      |                                                                                            | |
| 2 januari 2011        | Rintjes revolutie                                                                          | De rol van Rintje Ritsma in de oprichting van Sanex, de eerste commerciële schaatsploeg |
| 9 januari 2011        | Hilbert van der Duim: Meer dan een clown                                                   | Hilbert van der Duim, zeer succesvol in diverse schaatsdisciplines (allround, sprint en marathonschaatsen), maar het meest bekend om zijn blunders |
| 16 januari 2011       | Henk van der Grift: Vader van Ard en Keessie                                               | Henk van der Grift, de eerste moderne wereldkampioen allround schaatsen en hierdoor wegbereider voor Ard Schenk en Kees Verkerk |
| Zomerserie 2011       |                                                                                            | |
| 5 juni 2011           | De waarheid volgens Karel Aalbers                                                          | Het eigen verhaal van Karel Aalbers, de oud-voorzitter van Vitesse |
| 12 juni 2011          | Bettine: Bloed, zweet en tranen                                                            | De opofferingen van Bettine Vriesekoop voor het behalen van de wereldtop bij het tafeltennis |
| 19 juni 2011          | De nacht van Anton Geesink                                                                 | Het als eerste niet-Japanner winnen van het wereldkampioenschap judo door Anton Geesink in 1961 |
| 26 juni 2011          | Verliefd op Willy Stähle                                                                   | Het tragische lot van wereldkampioene waterskiën Willy Stähle, die op 29-jarige leeftijd een ongeluk krijgt met parachutespringen en daarbij een dwarslaesie oploopt, waarna ze haar leven lijdt en alle contacten verbreekt |
| 3 juli 2011           | De Eindhovense jaren van Ronaldo                                                           | Het begin van de internationale carrière van Ronaldo ligt bij PSV |
| 10 juli 2011          | Ruzie in het peloton                                                                       | De vete tussen de ploegleiders Jan Raas en Peter Post, waardoor Jean-Claude Colotti een Touretappe in de schoot geworpen kreeg |
| 17 juli 2011          | Winnen op Alpe d'Huez                                                                      | Het winnen van de Touretappe naar Alpe d'Huez door debutant Peter Winnen op 14 juli 1981 |
| 24 juli 2011          | De dag dat Joop de Tour won                                                                | 20 juli 1980, de dag dat Joop Zoetemelk de Tour won, gezien door de ogen van Joop Zoetemelk zelf, oud-premier Dries van Agt, inwoners van Joop's woonplaats Rijpwetering en overige Nederlandse wielerfans |
| Winterserie 2012      |                                                                                            | |
| 1 januari 2012        | Thialf, 't dak eraf!                                                                       | Het WK allround voor mannen van 1987 in Thialf is het eerste indoorschaatstoernooi ooit |
| 8 januari 2012        | Heya Jan Bos!                                                                              | De gouden medaille van sprinter Jan Bos op de WK sprint van 1998 in Berlijn is de eerste gouden WK-sprintmedaille voor een Nederlander in de geschiedenis |
| 15 januari 2012       | "De Koude Oorlog" van Roelof Thijs                                                         | Roelof Thijs, de motorcoureur die ijsspeedway in Nederland populair maakte in een tijd dat deze sport gedomineerd werd door de Sovjets, maar die zelf nooit wereldkampioen werd |
| Zomerserie 2012       |                                                                                            | |
| 3 juni 2012           | Het Deense sprookje                                                                        | Het verhaal over het Deense voetbalelftal, dat vanuit het niets het EK voetbal van 1992 won door op het laatste moment mee te mogen doen |
| 5 juni 2012           | Gerald Vanenburg: Beter dan Van Basten                                                     | Gerald Vanenburg was in potentie misschien wel de beste voetballer van de Oranje-lichting die in 1988 Europees kampioen werd, maar het talent van het wonderkind kwam nooit tot volle wasdom |
| 7 juni 2012           | Het Perestrojka-team: Hoe de Sovjets de EK-finale van '88 verloren                         | De EK-finale van 1988, gezien door de ogen van de spelers van de Sovjet-Unie |
| 8 juli 2012           | De tas van Fanny                                                                           | De vier gouden medailles van Fanny Blankers-Koen op de Olympische Spelen van 1948 in Londen aan de hand van de inhoud van de tas, waarin zij haar gelukstelegrammen bewaarde |
| 15 juli 2012          | Het laatste gevecht van Arnold Vanderlyde                                                  | Arnold Vanderlyde kijkt op Cuba samen met Félix Savón, de enige van wie hij nooit wist te winnen, terug op de Olympische Spelen van 1992 in Barcelona en hun onderlinge gevecht, wat het laatste zou zijn |
| 19 juli 2012          | De 100 meter van Ben Johnson                                                               | Terugblik op het dopingschandaal van de Canadese sprinter Ben Johnson bij de 100 meter op de Olympische Spelen van 1988 in Seoel |
| 22 juli 2012          | Een schimmel van goud                                                                      | Het levensverhaal van De Sjiem (Utrechts voor schimmel), van veulen tot nu, met als hoogtepunt de gouden medaille op de Olympische Spelen van 2000 in Sydney |
| 26 juli 2012          | Het wonder van Sydney                                                                      | Ondanks vier jaar van interne spanningen en na bijna uitgeschakeld te zijn in de voorronde, prolongeerde de Nederlandse herenhockeyploeg op de Olympische Spelen van 2000 in Sydney hun gouden medaille |
| Winterserie 2013      |                                                                                            | |
| 6 januari 2013        | Barney: Van postbode tot dartsmiljonair                                                    | De opkomst van de dartsport in Nederland met twee postbodes uit Den Haag in de hoofdrol: Bert Vlaardingerbroek en Raymond van Barneveld |
| 13 januari 2013       | De bekerstunt van IJsselmeervogels                                                         | IJsselmeervogels zorgt voor opwinding in Spakenburg door in 1975 de halve finales van de KNVB beker te bereiken en wordt dat jaar uitgeroepen tot sportploeg van het jaar |
| 16 januari 2013       | Elfstedentocht: De wedstrijd van '63                                                       | De Twaalfde Elfstedentocht in 1963 wordt gezien als de meest barre aller Elfstedentochten |
| Zomerserie 2013       |                                                                                            | |
| 26 mei 2013           | Bloedverraad in de Champions Leaguefinale                                                  | De UEFA Champions Leaguefinale van 1996: Juventus – Ajax, is er wel of geen doping gebruikt door de spelers van Juventus |
| 2 juni 2013           | De gesloopte finale                                                                        | De UEFA Cupfinale van 1974: Feyenoord – Tottenham Hotspur, Nederland maakt voor het eerst kennis met extreem voetbalgeweld |
| 9 juni 2013           | Samba in Eindhoven                                                                         | Romário is de beste voetballer die PSV ooit heeft gehad |
| 16 juni 2013          | Sabotage in het mulle zand                                                                 | Het duel in 1987 tussen de motorcrossers Dave Strijbos en John van den Berk en het incident tijdens de Grand Prix van Valkenswaard |
| 23 juni 2013          | Oranjegekte in tennisland                                                                  | De Davis Cup van 1993: Nederland verslaat Spanje op eigen bodem |
| 29 juni 2013          | Tour de France Marathon                                                                    | De Tour de France wordt voor de 100ste keer verreden en Nederland heeft een rijke historie in dit sportevenement |
| 30 juni 2013          | Waar Rooks is, is Theunisse                                                                | Een terugblik met Pedro Delgado, Steven Rooks en Gert-Jan Theunisse op de Ronde van Frankrijk van 1988 |
| 7 juli 2013           | Hoe een bordeel de Tour binnenrijdt                                                        | "Sauna Diana" was de sponsor, die er in de jaren zeventig voor zorgde, dat de teambus zijn intrede deed in het wielerpeloton |
| 14 juli 2013          | Tommy Simpson: De eerste dopingdode in de Tour de France                                   | Tom Simpson overlijdt tijdens de beklimming van de Mont Ventoux in de Ronde van Frankrijk van 1967 |
| Winterserie 2014      |                                                                                            | |
| 5 januari 2014        | De Ard & Keessie Expres                                                                    | Een speciale trein, waarmee supporters de wedstrijden van hun schaatshelden Ard Schenk en Kees Verkerk in het buitenland konden volgen |
| 12 januari 2014       | De teruggevonden Elfstedentocht                                                            | De Vijftiende Elfstedentocht in 1997 vastgelegd voor een ultieme documentaire, die nooit is afgemaakt |
| 19 januari 2014       | Het vergeten goud van Annie Borckink                                                       | De onverwachte gouden medaille van schaatsster Annie Borckink op de Olympische Winterspelen van 1980 in Lake Placid |
| 26 januari 2014       | Hein Vergeer: De tragiek van een groot kampioen                                            | De ware toedracht van het falen van schaatser Hein Vergeer op de Olympische Winterspelen van 1988 in Calgary |
| 2 februari 2014       | Shorttrack: Pionieren in de polder                                                         | De opkomst van shorttrack in Nederland leidt meteen tot succes |
| Zomerserie 2014       |                                                                                            | |
| 29 mei 2014           | De bittere tranen van Louis van Gaal                                                       | Het gemiste WK voetbal van 2002 en het vertrek van bondscoach Louis van Gaal |
| 5 juni 2014           | Clemens Westerhof: Met Kuifje in Afrika                                                    | Met Clemens Westerhof terug naar Nigeria |
| 27 juni 2014          | WK 1990: Hoe favoriet Oranje door de zijdeur afging                                        | Reconstructie van het dramatisch verlopen WK voetbal van 1990 met de belangrijkste betrokkenen |
| 6 juli 2014           | WK 1978: Door andere ogen                                                                  | Het WK voetbal van 1978 gefilmd door een Duitse scheidsrechter |
| 11 juli 2014          | WK 1974: Waarom de Duitsers wonnen                                                         | Het geheim volgens Franz Beckenbauer, Günter Netzer en Berti Vogts van de winst van het WK voetbal van 1974 |
| Winterserie 2015      |                                                                                            | |
| 4 januari 2015        | Een Friese Elfstedendynastie                                                               | De Elfstedentocht, zoals u hem nog nooit eerder zag door vier schaatsgeneraties "De Ruiter" |
| 11 januari 2015       | Ellen Burka: Overleven op kunstschaatsen                                                   | De Joodse Ellen Burka wist dankzij het kunstrijden het concentratiekamp in de Tweede Wereldoorlog te overleven en de geboren Amsterdamse werd als coach in Canada een ware legende |
| 18 januari 2015       | De vier truien van Adrie van der Poel                                                      | De imposante carrière van Adrie van der Poel leverde hem veel overwinningen op in het wegwielrennen en het veldrijden |
| 25 januari 2015       | Jantje Lammers: Formule 1-debuut in een benzinebom                                         | In 1979 debuteerde Jan Lammers in de Formule 1, toen de sport nog veel tragische ongevallen kende |
| Zomerserie 2015       |                                                                                            | |
| 24 mei 2015           | Kluivert en de tranen van de Champions League                                              | Aan de hand van Patrick Kluivert wint Ajax van AC Milan op 24 mei 1995 als voorlopig laatste Nederlandse club de finale van de Champions League en hier blikken naast Kluivert ook aanvoerder Danny Blind, Jari Litmanen en Ronald de Boer terug op dit memorabele moment in de vaderlandse voetbalgeschiedenis                                     |
| 26 mei 2015           | Vrouwen aan de bal                                                                         | Het Nederlandse vrouwenvoetbal komt in 1968 aarzelend op gang in het Zeeuwse Kapelle, waar de Eerste Zeeuwse Dames Voetbal Vereniging het licht zag (sportaflevering uit Andere Tijden) |
| 31 mei 2015           | Cruijff gaat vreemd                                                                        | Het verhaal achter Johan Cruijff, die in 1983 Ajax verruilde voor Feyenoord om de schaal en de beker te winnen voor de Rotterdammers |
| 7 juni 2015           | Rik Smits: Van zero tot hero                                                               | Op bezoek bij basketballer Rik Smits in de Amerikaanse stad Indianapolis, die tegen wil en dank uitgroeide tot een held van de Indiana Pacers |
| 14 juni 2015          | Koopmans vs Blanchard: Rumble in Rotterdam                                                 | Het "Gevecht van de Eeuw" tussen de boksers Rudi Koopmans en Alex Blanchard om de Europese titel vond plaats in 1982 in Ahoy Rotterdam |
| 21 juni 2015          | Jan Knippenberg: Forrest Gump op Texel                                                     | Het idee van ultraloper Jan Knippenberg om in de zomer van 1974 in achttien dagen van zijn woonplaats Hoek van Holland naar Stockholm (1600 km) te rennen samen met twee begeleiders op de fiets en een VW-Bus |
| 28 juni 2015          | Hoe de Tour van '54 naar Nederland kwam                                                    | Amsterdam wordt het toneel van de eerste Tourstart buiten Frankrijk en Jan Nolten, Gerrit Voorting en Henk Faanhof blikken terug op deze unieke gebeurtenis in de Ronde van Frankrijk van 1954 |
| 2 juli 2015           | Extra: De Tour van 1953                                                                    | Een film van Willy Mullens over het Nederlandse wielersucces in de Ronde van Frankrijk van 1953 geldt als eerste Nederlandse sportdocumentaire ooit |
| 5 juli 2015           | Han Urbanus: Honkbalpionier                                                                | Hoe Han Urbanus met zijn kennis van het honkbal uit Amerika de basis legde voor het succesvolle Nederlandse honkbal van nu |
| 12 juli 2015          | De wetten van Cees Priem                                                                   | Tourspecial over Cees Priem, die na vele overwinningen als wielrenner en ploegleider in de Ronde van Frankrijk van 1998 in een dopingaffaire belandt en jaren lang niet over de zaak praat |
| Winterserie 2016      |                                                                                            | |
| 8 januari 2016        | Ria Stalman: De andere kant van de medaille                                                | Discuswerpster Ria Stalman wint een gouden medaille op de Olympische Spelen van 1984 in Los Angeles, maar er blijft altijd de vraag over dopinggebruik aan kleven en nu spreekt ze, terug op de plaats van haar succes, openhartig over de achterdocht                                                                                              |
| 10 januari 2016       | Atje Keulen-Deelstra: De triomf van een schaatsmoeder                                      | Een portret van de Friese schaatsster Atje Keulen-Deelstra, die onbedoeld een voorloopster werd van de vrouwenemancipatie |
| 17 januari 2016       | Arie Luijendijk: Van polderjongen tot snelheidsduivel en glamourboy                        | Terugblik op de carrière van autocoureur Arie Luyendyk, die twee keer de Indy 500 won in 1990 en 1997 en een fortuin vergaarde |
| 24 januari 2016       | Jan Roelof Kruithof: Wachten op de Elfstedentocht                                          | Jan Roelof Kruithof wint negen keer de Alternatieve Elfstedentocht met veel hulp van zijn vrouw Jantina, maar de echte tocht blijft lang uit en tijdens de Dertiende Elfstedentocht in 1985 zorgt een val op een kluunplek in Kimswerd voor het einde aan een droom                                                                                 |
| Zomerserie 2016       |                                                                                            | |
| 15 mei 2016           | De geboorte van Het Legioen                                                                | Het Legioen ontstaat in 1963, als een grote groep supporters van Feyenoord met twee boten, de Groote Beer en de Waterman, van Rotterdam naar Lissabon vaart voor de return in de halve finale van de Europacup I tegen Benfica, waar zij worden opgewacht door de spelers aan de oever van de Taag                                                  |
| 22 mei 2016           | Co Adriaanse en het wonder van Tilburg                                                     | Co Adriaanse bracht als trainer Willem II naar de Champions League |
| 29 mei 2016           | Spanje – Malta 12-1: Omkoping, doping of pure pech?                                        | De teleurstelling was groot na de mislukte kwalificatie voor het EK voetbal van 1984 in Frankrijk door de ruime overwinning van het Spaans voetbalelftal en omdat er nog altijd veel vragen onbeantwoord zijn gaat Andere Tijden Sport naar Malta voor onderzoek en stuit daarbij op onverwachte zaken                                              |
| 5 juni 2016           | Jan van Beveren: In de clinch met Cruijff                                                  | Jan van Beveren en Johan Cruijff konden het niet met elkaar vinden |
| 8 juli 2016           | De nacht van Rasmussen: Hoe een geletruidrager de Tour verliet                             | Wielrenner Michael Rasmussen blikt terug op het moment dat hij in leidende positie uit de Ronde van Frankrijk 2007 werd gezet door de leiding van de Rabobankploeg |
| 17 juli 2016          | Sneller dan Schippers! Het bliksembezoek van Florence Griffith aan Nederland               | Een terugblik op het moment dat atlete Florence Griffith-Joyner Nederland bezocht |
| 24 juli 2016          | Zwemmen tegen de bierkaai: De niet te winnen strijd van Enith Brigitha                     | Zwemster Enith Brigitha moest opboksen tegen de Oost-Duitse dames |
| 31 juli 2016          | Heel Holland surft: Olympisch kampioen Stephan van den Berg, tieneridool tegen wil en dank | Stephan van den Berg zorgde voor een opleving van de windsurfsport in Nederland |
| Winterserie 2017      |                                                                                            | |
| 1 januari 2017        | Elfstedentocht 1997: Zes helden, één winnaar                                               | Een terugblik op de Vijftiende Elfstedentocht in 1997 |
| 15 januari 2017       | Feyenoord 1999: De Coolsingel liep vol                                                     | Toen Feyenoord met coach Leo Beenhakker na zes jaar de landskampioen van 1999 werd, was er een groot feest op de Coolsingel |
| 22 januari 2017       | De bontmuts van Kees Verkerk                                                               | Op bezoek bij schaatser Kees Verkerk in Noorwegen |
| 29 januari 2017       | Jannes van der Wal: De onbegrepen dammer                                                   | Een portret van dammer Jannes van der Wal |
| Zomerserie 2017       |                                                                                            | |
| 21 mei 2017           | De 100ste Andere Tijden Sport                                                              | Speciaal voor de 100ste aflevering unieke amateurbeelden van onder anderen Johan Cruijff, Anton Geesink en Wim Ruska op de Olympische Spelen en de Tour van 1970 |
| 28 mei 2017           | De tragische finale van John Blankenstein                                                  | De Champions League-finale van 1994 tussen AC Milan en FC Barcelona werd afgepakt van de scheidsrechter, die worstelde met zijn geaardheid |
| 4 juni 2017           | Liane Engeman: de blonde schrik van het circuit                                            | Een portret van een van de weinige vrouwelijke autocoureurs uit de geschiedenis |
| 11 juni 2017          | Simon Tahamata: slalom tussen Ambon en Oranje                                              | Een portret van de voetballer met Molukse roots |
| 18 juni 2017          | Helikopter Jantje: spektakel op de bmx                                                     | De opkomst van de sport BMX (fietscross) in Nederland |
| 25 juni 2017          | Streuer/Schnieders: de ziel van de zijspan                                                 | Een portret van het zijspanduo Egbert Streuer en Bernard Schnieders |
| 2 juli 2017           | De verloren Tour van Hennie Kuiper                                                         | Een reconstructie van hoe Hennie Kuiper de Ronde van Frankrijk 1977 had kunnen winnen, maar dat niet deed |
| Winterserie 2018      |                                                                                            | |
| 7 januari 2018        | Drie Elfstedenhelden: met Reinier en Henk naar Evert in Canada                             | De drie schaatsers komen samen |
| 14 januari 2018       | Man overboord: de tragische dood van zeezeiler Hans Horrevoets                             | Horrevoets sloeg overboord en overleed tijdens de Volvo Ocean Race 2005-2006 |
| 21 januari 2018       | Faalangst en olympisch goud: Bart Veldkamp en de weg naar Albertville                      | Een terugblik op de gouden medaille van Veldkamp op de 10.000 meter tijdens de Olympische Winterspelen 1992 |
| 28 januari 2018       | Doodsangst in de bobslee: Edwin van Calker en het trauma van Bocht 13                      | Waarom het team Van Calker zich terugtrok tijdens de Olympische Winterspelen 2010 |
| 4 februari 2018       | Het geheime boekje van het Nederlandse ijshockey: hoe versla je de Russen?                 | De Amerikaanse ijshockeyers haalden tips uit Nederland om van de Russen te kunnen winnen |
| Zomerserie 2018       |                                                                                            | |
| 13 mei 2018           | Van het roze in het rood: Erik Breukinks Italiaanse zwanenzang                             | Een reconstructie van hoe Erik Breukink de Ronde van Italië 1989 had kunnen winnen, maar dat niet deed |
| 20 mei 2018           | De wraak van Aad de Mos                                                                    | Hoe voetbaltrainer Aad de Mos met het Belgische KV Mechelen Ajax versloeg in de finale van de Europacup II 1987/88 |
| 27 mei 2018           | Hoe Zuid-Korea Guus Hiddink veroverde                                                      | Voetbaltrainer Hiddink boekt succes in Zuid-Korea |
| 3 juni 2018           | Dries Boussatta: trots op Oranje                                                           | Waarom Boussatta ervoor koos om voor het Nederlands voetbalelftal uit te komen, in plaats van dat van Marokko |
| 10 juni 2018          | WK '78: de bittere nasmaak van een wereldtitel                                             | Een terugblik op de verloren wereldtitel |
| 12 juli 2018          | Betty serveert! De strijd van tenniskampioen Betty Stöve                                   | Een terugblik op de carrière van tennisster Betty Stöve |
| Winterserie 2018/2019 |                                                                                            | |
| 30 november 2018      | Het mysterie van het verdwenen kistje                                                      | Een reconstructie van hoe een kistje met urinemonsters van schaatssters Yvonne van Gennip en Ria Visser verdween na het EK Allround voor vrouwen van 1985 in Groningen, die onverwachts een bres sloegen in het onaantastbaar geachte Oost-Duitse bolwerk (in samenwerking met de Volkskrant)                                                       |
| 6 januari 2019        | 1996: Een winter lang Elfstedenkoorts                                                      | |
| 13 januari 2019       | Barbara de Loor: Eenzaam in Inzell                                                         | In 2005 wint schaatsster Barbara de Loor uit het niets goud op de 1000 meter van de WK afstanden in Inzell. Ze verslaat Anni Friesinger en Marianne Timmer. Op buitenijs. In de sneeuw. Die gouden plak heeft een bijzondere voorgeschiedenis. In 1999 onderging ze een hartoperatie om hartritmestoornissen te verhelpen.                          |
| 20 januari 2019       | Frans Derks: Het broekje past nog                                                          | |
| 27 januari 2019       | Rudi Lubbers en het gevecht van zijn leven                                                 | |
| 17 februari 2019      | WILLEM                                                                                     | |
| Zomerserie 2019       |                                                                                            | |
| 31 maart 2019         | Gerrit Wolsink: Oerend Hard                                                                | |
| 14 april 2019         | Gerrie Knetemann, de dood en de gladiolen                                                  | |
| 4 mei 2019            | Boksen voor je leven                                                                       | |
| 2 juni 2019           | Vera Pauw: Vera’s voetbaldroom                                                             | |
| 14 juli 2019          | TeleVizier, rebellenclub op wielen                                                         | |
| 4 augustus 2019       | Piet Keizer, de genialiteit van een nukkige linkspoot                                      | |
| Winterserie 2020      |                                                                                            | |
| 5 januari 2020        | Lenie van der Hoorn: De onzichtbare winnares van de Elfstedentocht                         | |
| 12 januari 2020       | Falko Zandstra: De gespierde spijker                                                       | Een supertalent, dat schijnbaar moeiteloos titels aaneenrijgt. Maar achter het imago van laconieke kampioen en meisjesidool schuilt een heel andere Falko. Die Falko is kwetsbaar en onzeker. |
| 19 januari 2020       | We gaan naar Zandvoort!                                                                    | |
| 2 februari 2020       | We hebben ‘m!! Feyenoord wint de Europa Cup I                                              | |
| Zomerserie 2020       |                                                                                            | |
| 16 augustus 2020      | Jan Raas de renner                                                                         | |
| 9 augustus 2020       | Ernst Happel: Kein geloel, fussball spielen                                                | |
| 2 augustus 2020       | Mark Huizinga en de lange reis naar goud                                                   | |
| 26 juli 2020          | Anky: In de naam van de vader                                                              | |
| 19 juli 2020          | Ici Radio Tour de France                                                                   | |
| 12 juli 2020          | Van Mijnals tot Memphis en hoe Oranje kleur kreeg                                          | |
| Winterserie 2021      |                                                                                            | |
| 2 januari 2021        | Wij zijn de beste! Ajax' laatste wereldbeker (1)                                           | |
| 3 januari 2021        | Wij zijn de beste! Ajax' laatste wereldbeker (2)                                           | |
| Zomerserie 2021       |                                                                                            | |
| 4 juli 2021           | De map van '88                                                                             | |
| 18 juli 2021          | Ada Kok: Blijheid. Vrijheid. Goud!                                                         | |
| 25 juli 2021          | Bart Brentjens: Familiegoud op de mountainbike                                             | |
| 1 augustus 2021       | Royston Drenthe, The Million Dollar Question                                               | |
| Winterserie 2022      |                                                                                            | |
| 16 januari 2022       | Michel Mulder/Jan Smeekens: het gouden trauma van Sotsji                                   | |
| 23 januari 2022       | Revanche in Vancouver: Nicolien Sauerbreij                                                 | |
| 30 januari 2022       | Gerrit-Jan Konijnenberg: The Flying Dutchman                                               | |
| WK serie 2022         |                                                                                            | |
| 13 november 2022      | WK 1998: Het meesterwerk van Dennis Bergkamp                                               | |
| 20 november 2022      | De voetbaljaren van Louis van Gaal                                                         | |
| 27 november 2022      | WK 2010: De magische ommekeer in de rust                                                   | Wat gebeurde er in de rust van de kwartfinale tegen Brazilië op het WK van 2010? Oranje werd weggespeeld in de eerste helft, maar won toch. En haalde uiteindelijk de finale. Hoe is zo’n ommekeer mogelijk? |
| Zomerserie 2023       |                                                                                            | |
| 4 juni 2023           | De bizarre eredivisie-ontknoping van 2006/2007                                             | |
| 11 juni 2023          | Raymond Heerenveen: protest op spikes                                                      | |
| 25 juni 2023          | Onmogelijk en onverwacht: hoe Wil Hartog de TT won                                         | |
| 9 juli 2023           | De val van wielrenner Johnny Hoogerland                                                    | |
| 16 juli 2023          | Triatlonkampioen Gregor Stam: pijn als medicijn                                            | |
| 23 juli 2023          | Nelli Cooman, diva op spikes                                                               | |
| Zomerserie 2024       |                                                                                            | |
| 26 mei 2024           | Het vergeten EK van 1980                                                                   | Een overtrainde selectie, een keeper die wordt gepest en spelers die meer hun transfers bezig zijn dan met Oranje: welkom bij het EK van 1980. Een EK om snel te vergeten. |
| 2 juni 2024           | Koeman & Koeman                                                                            | Opgegroeid tussen de flats in de Groningse wijk de Wijert, samen Europees Kampioen in ’88 en nu aan het roer bij Oranje: Andere Tijden Sport portretteert de tegenpolen Erwin en Ronald Koeman. |
| 22 juni 2024          | Inge de Bruijn: dankzij de coach                                                           | |
| 23 juni 2024          | Tinus Osendarp, de foute sprinter                                                          | |
| 24 juni 2024          | Orhan Delibas: met harde hand                                                              | |
| 25 juni 2024          | Goud op commando                                                                           | |
| Winterserie 2025      |                                                                                            | |
| 23 februari 2025      | Jan Ykema, handgranaat                                                                     | |